# 喬·威德史密斯
喬·威德史密斯（1995年12月28日—）是一位英格蘭職業足球選手，在場上的位置是守門員。現效力於英冠球隊西布朗 。威德史密斯在2013年11月和谢周三簽約兩年半。他在2015年8月11日首次代表谢周三出場。他也獲得過英格蘭U21國家足球隊召入大名單。